# Antystenes
Antystenes z Aten (gr. Ἀντισθένης Ἀθηναῖος Antisthenes Athenaios, ur. ok. 445 p.n.e., zm. ok. 365 p.n.e.) – filozof grecki, twórca cynizmu. Jego najbardziej znanym uczniem był Diogenes z Synopy.
Początkowo był uczniem Gorgiasza i obracał się wśród sofistów, lecz w późnym wieku dołączył do uczniów Sokratesa – należał do grupy tzw. sokratyków mniejszych.

## Nauczanie
Antystenes nauczał, iż jedynym szlachectwem jest cnota, której można się nauczyć i która nie wymaga niczego prócz siły moralnej – przejawia się w prostocie oraz pogardzie istniejących zwyczajów; jest warunkiem koniecznym do osiągnięcia szczęścia. Podobnie jak Sokrates krytykował ateński system demokracji – Diogenes Laertios w Żywotach i poglądach słynnych filozofów podaje, iż doradzał Ateńczykom, by głosowali, aby osły były końmi; w odpowiedzi na zarzut o niedorzeczności powiedzieć miał: 

„A przecie i wasi generałowie, w rzeczywistości zupełnie niekompetentni, są dowódcami tylko na mocy głosowania”. 

Ten sam podaje, iż to właśnie Antystenes był głównym sprawcą wygnania Anytosa i skazania na śmierć Meletosa, którzy jego zdaniem byli oskarżycielami Sokratesa.
Antystenes traktował przyjemność jak zło, ponieważ człowiek, który jej szuka, staje się niewolnikiem zmysłów, tracąc panowanie nad sobą. Nauczał wyzwolenia od pożądań i przyjemności oraz od złudzeń stworzonych przez społeczeństwo (np. bogactwo, sława).
Głosił, że jest jeden Bóg, którego nie można z niczym porównać, ani poznać za pomocą obrazów. Krytykował państwowych bogów, traktując ich jako wytwór konwencji społecznej usankcjonowanej prawnie.
Nauczał idei trudu (ponos), która zakładała wysiłek ze strony człowieka zmierzający do zwalczania pożądań, przyjemności, pragnień i konwencji społecznych. Trud uznawał za cnotę.
Dion Chryzostom podaje, że Diogenes szanował poglądy Antystenesa, jednak „nazywał go drwiąco 'trąbą', gdyż sam siebie nie słyszy, chociaż tak głośno grzmi”. Antystenes podziwiając charakter filozofa, był wobec niego wyrozumiały.